# Pelecanoides magellani
El potoyunco magallánico (Pelecanoides magellani), también denominado yunco de ceja blanca y yunco de Magallanes, es una especie de ave procelariforme de la familia Pelecanoididae que vive alrededor de las costas del extremo meridional de Sudamérica.

## Descripción
El potoyunco magallánico mide unos 20 cm centímetros de largo. Como los demás potoyuncos es un ave compacta con las partes superiores principalmente negras y partes ventrales blancas, de forma y tamaño similares al mérgulo atlántico, ave con la que no están emparentados pero con la que comparten características por convergencia adaptativa al nicho ecológico de pescadores buceadores. Es el miembro de su familia que se distingue con mayor facilidad en el mar, por ser el único que tiene bordes blancos en las plumas negras de la parte superior, lo que le da cierto aspecto jaspeado, y tener un patrón facial oscuro bien definido.

## Distribución
Se encuentra en los océanos y costas alrededor de Argentina, Chile y las Malvinas.

## Reproducción
Anidan colonialmente en islas, en las que muestran actividad nocturna. Cavan madrigueras en el suelo blando en las que suelen poner un único huevo blanco.